# Girlfriend (Icona Pop)
Girlfriend è il secondo singolo – terzo in Svezia – del duo Icona Pop, estratto dall'album This Is... Icona Pop. Pubblicato dall'etichetta discografica Big Beat Records, esso è stato mandato in rotazione radiofonica nell'estate del 2013.

## Il brano
Il brano è una cover della hit Me and My Girlfriend proveniente dall'album The Don Killuminati: The 7 Day Theory  del rapper Tupac Shakur. Le Icona Pop si rifanno all'idea di Jay-Z e Beyoncé che avevano già ripreso nel 2002 la canzone di Shakur per un loro singolo intitolato '03 Bonnie & Clyde.